# SVB 파산 사건

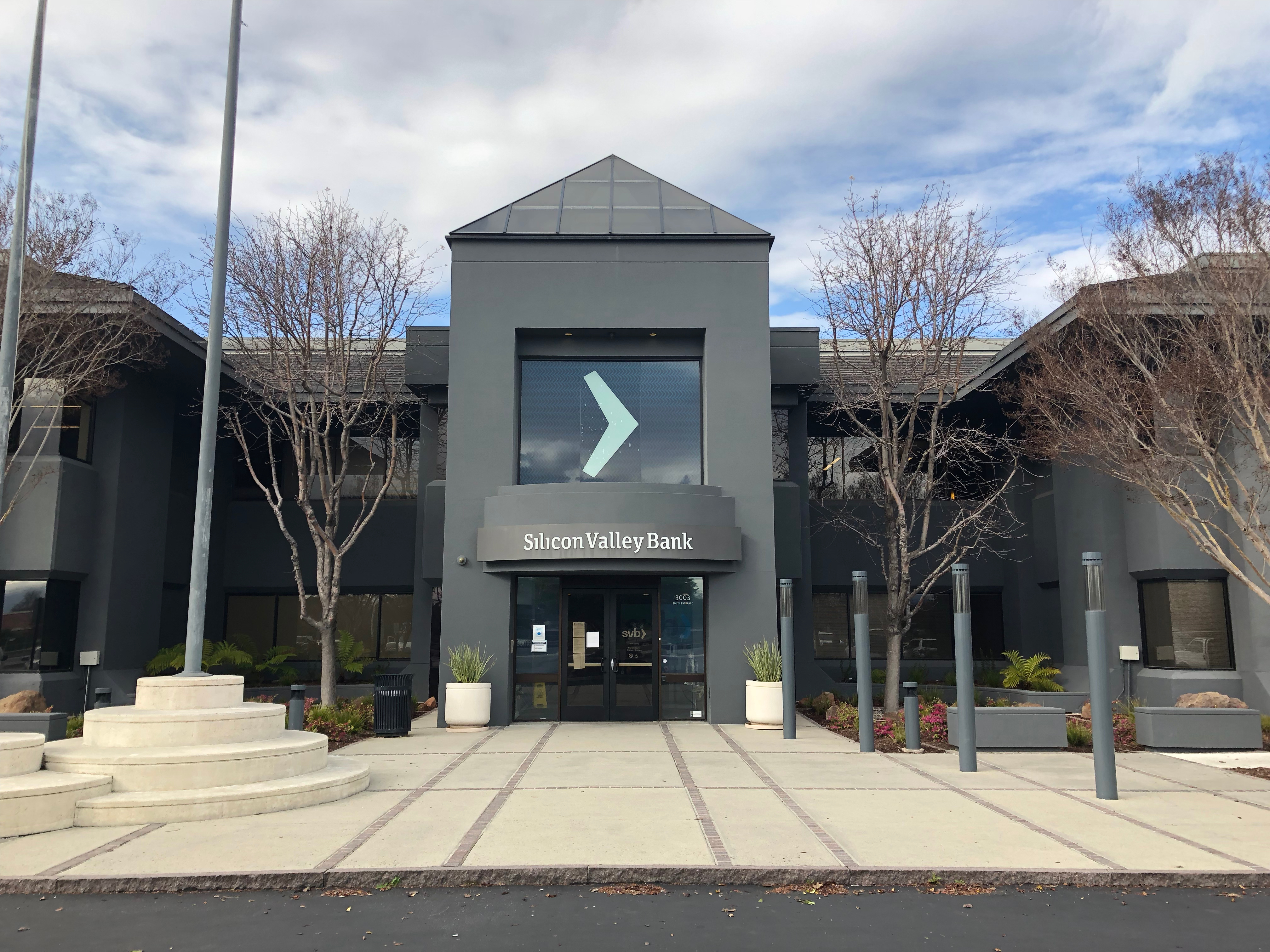

실리콘 밸리 뱅크(SVB)는 2023년 3월 10일 뱅크런 사태로 인하여 2일만에 파산하였다. 미국 은행 규모 16위인 실리콘밸리뱅크(SVB)가 사실상 파산 상태에 들어가면서 금융권 전반으로 파장이 확산될지 우려되고 있다. 이 은행 파산은 2008년 금융위기 이후 최대 규모 은행이 무너진 것이고, 미국 역사상으로는 두 번째 규모다.

## 실리콘밸리은행(SVB) 소개
1983년 10월 출범한 실리콘밸리은행은 스타트업과 벤처캐피털로부터 예금을 받고 대출 및 투자를 해 혁신생태계 형성·발전 지원에 특화한 지역은행이다. 미국에서 16번째로 컸으며, 실리콘 밸리에서는 가장 큰 은행이었다. 실리콘밸리은행의 주요 고객층은 실리콘밸리에 존재하는 기술중심 스타트업 기업들이었다. SVB는 미국 닷컴버블의 후반 때부터 최근까지 수익이 없던 스타트업 기업들에 대출을 해주었다. 이후 코로나 팬데믹을 거치면서 스타트업들이 빠르게 성장하였고, 투자자들은 이러한 스타트업들에 투자를 하기 시작했다. 스타트업들의 성장은 곧 SVB의 성장을 의미했다.
스타트업 및 투자자의 모든 자금을 흡수한 SVB는 지급준비율을 넘어선 충분한 자금이 모이게 되었다. 그리고 자금 상황이 좋아진 스타트업들의 대출사업은 줄어들게 되었다. 이러한 상황에서 SVB는 모아둔 자금과 투자금을 통해 수익을 창출하고자 하였고, 마땅한 투자 상품을 찾던 중 비교적 위험성이 낮은 미국 국채에 투자하게 되었다. 이자는 1%정도였고, 미국 국채는 미국이 망하지 않는 한 수익성이 보장되기에 이와 같은 결정을 내리게 되었다.

## 실리콘밸리은행(SVB)의 파산 원인
지난 코로나 팬데믹으로 인한 양적완화 정책들로 인해 수많은 투자금들이 주식, 부동산 등에 투자되며 미국의 경제는 성장세를 보였다. 하지만 전세계 시장에 미국의 달러화가 너무 많이 유통되면서 미국의 화폐가치가 급락하게 되었다. 그래서 연방준비제도는 테이퍼링 정책을 시행하겠다는 계획 및 발표를 하며 조금씩 금리를 올릴 준비를 하고 있었다. 이런 상황에서 우크라이나와 러시아 전쟁이 발발하게 되었다. 전쟁은 국제 정세를 혼란스럽게 만들었고, 우크라이나 및 러시아와의 무역 비중이 높은 나라들의 경제가 조금씩 흔들리기 시작했다. 세계 경제 상황은 각 국가들과 긴밀하게 연결되어 있기 때문에 이러한 기조는 미국 또한 피해갈 수 없었다. 미국의 경제 성장률은 예상치보다 크게 하락하는 상황에서 물가는 지속적으로 상승하는 스태그플레이션 현상이 우려되는 지경에 이르렀다. 이런 상황에서 연방준비제도는 기준금리를 급격하게 상승시켜 물가를 진정시키기 시작했고, 한국을 비롯하여 다른 국가들도 금리를 상승시키기 시작했다.
기준금리가 상승하면서 수많은 경제 상황들이 연쇄적으로 일어났다. 실리콘밸리 시장에 투자되던 투자금들은 모두 회수 또는 투자되지 않기 시작했고, SVB의 고객들인 스타트업들은 자금이 부족해지기 시작했다. 이에 SVB에 자신들의 예금액을 되찾을 수 밖에 없게 되었다. 올해 초, 1750억 달러의 예금액을 보유했으나 고객들은 이에 약 4분의1에 해당하는 420억 달러를 인출했다. 이에 그치지 않고 SVB의 고객들은 지속적으로 예금액을 되찾기 시작했고, 결국 SVB는 채권을 헐값에 팔아 부족한 예금액을 돌려줄 수 밖에 없었다. 미국 국채가 헐값이 된 이유는 기준금리 상승에 있다. 채권의 가치는 흔히 기준금리에 반비례하기 때문이다. 이를 쉽게 설명하자면, 만약 이자율이 1%인 채권에 100만원을 현재 투자했다고 가정한다면(1년기준) 1년뒤에 100만원의 1%인 1만원을 더하여 101만원을 되돌려 받게된다. 하지만 중간에 기준금리가 5%로 상승했다고 하자. 그러면 시중은행에 있는 투자상품에 100만원을 투자하면 1년뒤에 105만원을 받게된다. 이런 상황이 되면 당연히 채권에 투자했던 사람들은 채권을 팔고 은행 상품에 투자할 것이다. 하지만 100만원에 채권을 다시 팔 수 있을까? 전혀 아니다. 100만원만 있으면 5만원을 얻을 수 있는데 누가 100만원으로 1만원을 얻는 상품에 투자할 것인가? 자연스럽게 채권의 가치는 점점 떨어지게 되는 것이다.
채권이 헐값이 되면서 SVB가 흔들리기 시작했다. SVB는 채권을 매각하면서 18억달러의 손해를 보았고, 재무 건전성에 악영향을 미치게 되었다. 이에벤처캐피털들은 스타트업들에게 당장 예금액을 되찾을 것을 권고하였고, 더많은 SVB고객들이 예금액을 되찾으려 하면서 뱅크런(BankRun)사태가 일어나게 되었다. SVB는 빠르게 무너졌고, 캘리포니아 당국은 SVB 자산을 압류하였다. 이후 미국 재무부, 연방준비은행, 연방예금보험공사는 SVB의 고객들에게 보험 대상과 한도에 상관없이 전액 환불을 하며 여기에 사용된 자금은 납세자들이 부담하지 않도록 할 것이라고 발표했다. 이러한 발표는 예금 보호가 목적으로 더이상의 뱅크런 사태를 막기 위한 조치로 보인다. 이후 SVB는 퍼스트시티즌스 뱅크셰어스가 SVB의 모든 자산 및 대출을 165억 달러로 인수하였다.

## 실리콘밸리은행의 파산과 리먼브라더스 사태 비교
리먼브라더스 사태의 원인은 복잡한 구조의 파생상품에 있다. 미국의 금융회사는 원래 고객들의 예금을 모아 대출 상품을 만들어 제공하는 단순한 형태였다. 하지만 미국이 닷컴버블을 거치면서 경제가 침체되었고, 이러한 상황을 타개하기 위해 정부는 경제 활성화 정책을 시행했다. 그 결과 대호황을 맞으면서 금융시장의 변화가 일어났다. 주요 변화는 2차 유동화시장이 발달한 것이다. 유동화 시장이 발달하게 되면 금융회사들은 자금 조달이 더욱 수월해지기에 더욱 공격적으로 상품을 판매할 수 있게 된다.
그 당시 미국의 기준금리는 1%정도 였고, 투자자들은 대출을 해서 투자를 하는 모습을 보였다. 미국의 신용등급 기준은 프라임, Alt-A, 서브브라임으로 나뉘는데 신용도가 620점 미만이면 서브프라임으로 분류된다. 이 당시 주요 투자자들은 서브프라임이었고, 주로 주택담보대출을 받았다. 서브프라임 투자자들의 주택담보대출 상품은 처음 2년간 고정금리로 이자율을 책정받는데 2년이 지난 이후에 변동금리로 이자율 책정받는다. 그리고 이 당시, 담보인정비율(LTV)은 80%이상으로 책정되어 있었고, 이 비율은 이후에 더욱 높아진다. LTV를 설명하자면, 만약 본인이 5억짜리 주택을 사려고 대출을 받는다면, 4억까지 대출을 해준다는 것이다. 이런 상황에서 금융회사와 투자자들은 모두 공격적으로 대출을 해주고, 받으며 부동산의 가치는 빠르고 가파르게 상승하기 시작했다. 그리고 어느순간, 이자율보다 주택의 가치가 더 빠르게 올라가는 상황이 오게 되었다. 곧 사회는 '지금 부동산에 투자하지 않는다면 멍청이' 라는 분위기를 형성하게 되었다.
리먼브라더스 사태 당시 거래되었던 상품은 주택저당증권인 MBS, 부채담보부증권인 CDO, 신용부도스왑인 CDS 등이다. 각 상품의 특징은 이러하다. MBS 유동화 전문회사가 투자자들에게 판매하기 위해 만든 상품으로 주택저당채권을 담보로 하여 만든 또 다른 채권이다. 그리고 이렇게 판매된 MBS들을 묶어서 하나의 상품으로 만든게 CDO이고, CDO 상품의 신용등급을 보장하기 위해 CDS라는 상품을 만들어낸다. 예시를 들어 CDS를 설명하자면, A회사가 B은행에서 1억을 대출을 받았다고 가정한다. B은행은 A회사가 파산하여 1억을 돌려받지 못할 경우를 생각하고 C은행이 매도한 CDS를 매수한다. 그러면 B은행은 일정 수수료를 C은행에 지불하다가 A회사가 파산하면 대출해주었던 금액을 C은행에게 대신 받을 수 있다. 즉 CDS는 위험을 보장하겠다는 약속을 판매하는 상품인 것이다. 이렇게 보장받는다면 상품의 신용등급은 매우 양호해진다.
거래 순서는 우선 서브프라임 투자자들이 모기지 전문 은행에서 주택담보대출을 받으면 모기지 전문 은행은 이 채권을 유동화 전문 회사에 판매한다. 유동화 전문회사는 채권을 다시 MBS로 상품을 바꿔 개인투자자 혹은 정부기관, 투자회사, 보험회사들에게 상품을 판매한다. 투자회사와 정부기관, 보험회사들은 이를 다시 CDO, CDS 상품으로 만들어 투자자들에게 판매한다.
이러한 구조는 곧 무너지게 되었는데, 시작점은 연준의 기준금리 인상이었다. 금리가 인상되자 수많은 서브프라임 채무자들은 하나둘 파산하기 시작했고, 집값은 급락하기 시작했다. 그러자 MBS, CDO의 가치가 덩달아 급락했고, 위의 순서대로 회사들이 파산하기 시작했다.
모기지 전문 은행들은 더 많은 대출 상품을 팔기 위해 나중엔 노숙자들에게도 상품을 판매했는데 이런 거래의 신용등급은 굉장히 낮다. 하지만 유동성 전문회사는 이를 눈감고 투자은행에 판매했다. 투자은행들은 신용등급이 낮은 상품을 그냥 판매할 수 없기 때문에 신용등급을 높여야만 했는데 그 방법이 바로 CDO이다. 신용등급이 낮은 MBS와 신용등급이 높은 MBS를 결합한다면 거래하기에 충분히 적합하고 안전한 상품이 완성된다. 그리고 이렇게 완성된 CDO는 또 다른 CDO들과 결합되어 새로운 상품이 만들어 졌다. 이러한 과정에는 신용평가 기관도 참여했는데, 신용평가기관은 파생상품의 신용등급을 매긴다. 하지만 투자회사들로부터 거액의 돈을 받고, AAA등급을 매겨주었다. 마지막으로 문제가 된 CDS이다. CDO가 종잇조각이 되면서 CDS를 매도한 투자회사, 보험회사들은 막대한 보증금을 지불해야함 했는데 이를 다시 다른 금융회사들에게 넘기며 폭탄돌리기를 하였다.
반면에 이번 SVB 파산 사건은 리먼브라더스 사태처럼 복잡한 이해관계가 없이 그저 위축된 경기에 재무상황이 악화된 스타트업들이 예상 외로 몰려들어 발생한 사태이다. 그렇기에 전문가들은 이번 사건이 리먼브라더스 사태처럼 번질 가능성은 매우 낮고, 여기에 동조하여 은행에 맡겨둔 예금을 인출하지 말고 은행을 믿어도 된다고 주장하였다. 하지만 경제는 심리에 따라 바뀌므로 좀 더 결과를 지켜봐야 한다고 말하는 전문가들도 존재한다.

## 같이 보기
- 예금보험